# Porosité
La porosité est l'ensemble des vides (pores) d'un matériau, ces vides sont remplis par des fluides (liquides ou gaz). Les matériaux poreux sont très généralement des solides, mais il existe aussi des liquides poreux et des assemblages qui sont poreux, tels que les tas de grains ou les poudres. La porosité est aussi une grandeur physique définie comme le rapport entre le volume des vides et le volume total d'un milieu poreux, sa valeur est comprise entre 0 et 1 (ou, en pourcentage, entre 0 et 100 %) :
{\displaystyle \varphi ={\frac {V_{\mathrm {pores} }}{V_{\mathrm {total} }}}}
où :
- {\displaystyle \varphi } est la porosité,
- {\displaystyle V_{\mathrm {pores} }} le volume des pores,
- et {\displaystyle V_{\mathrm {total} }} le volume total du matériau, c'est-à-dire la somme du volume de solide et du volume des pores.

La porosité d'un substrat conditionne ses capacités d'écoulement et de rétention (voir aussi « Loi de Darcy »). :

## Type de porosité

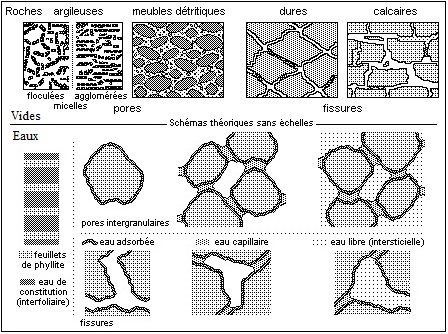
Vides des roches — formes de l’eau souterraine (hydraulique souterraine).

La porosité peut avoir diverses origines, propre au matériau et à son évolution dans le temps, ce qui conduit à des pores de taille et de géométrie différentes, plus ou moins interconnectés.

### Selon la forme et l'origine des pores[réf.nécessaire]
On[Qui ?] distingue ainsi la porosité de pores (ou « porosité primaire »)  et la porosité de fissures (ou « porosité secondaire ») :
- un pore est un espace dont les dimensions dans les trois directions de l'espace sont similaires, il peut s'agir de l'espace entre les grains d'une roche sédimentaire (gravier ou sable par exemple) ou d'espaces internes au matériau (dans le charbon, les schistes ou le charbon de bois par exemple) ;
- une fissure est un espace vide dont la dimension dans une direction de l'espace est nettement inférieure à celles dans les deux autres. La porosité de fissure provient des contraintes mécaniques ou thermiques subies par le matériau au cours des âges (ou à la suite de travaux qui ont perturbé l'équilibre de compression/décompression). Une forte porosité secondaire augmente la vitesse de transit du fluide et diminue les capacités de filtration/rétention du substrat. Dans l'industrie pétrolière et gazière ou dans d'autres contextes (ex : stimulation d'un captage par forage d'eau), la fracturation hydraulique de la roche vise à en augmenter la « porosité de fracture » : résultant en une augmentation de la macro-porosité, et un amoindrissement de la micro-porosité ;
- la métallurgie des poudres permet (par frittage) de produire des métaux poreux[3] ;
- une autre forme de porosité peut résulter d'une condensation de « lacunes » dans un cristal. Il s'agit en général de pores fermés, situés au sein d'un cristal ou à ses interfaces joint de grain (interface métal/oxyde...), qui nécessitent des techniques de mesure de taux de porosité spécifiques[4].
- Les matériaux granulaires[2] utilisés dans les procédés chromatographiques (procédés d'adsorption des gaz et des liquides, procédés d'échanges d'ions, procédés chromatographiques de séparation et de purification…) sont très poreux car ils fonctionnent soit par leur surface interne soit par des groupements fonctionnels situés dans le volume du grain. La porosité est essentielle car elle permet l'accès des molécules aux surfaces et groupements à l'intérieur du grain. Il y a deux grands types de matériaux : les charbons actifs et les résines ou gels. Le charbon actif est produit à partir de bois, de noix de coco et de houille. Les charbons ont les micro et mésoporosité du matériau d'origine ce qui conduit à des surfaces spécifiques très importantes (typiquement, plus de 1 000 m2/g). Les résines échangeuses d'ions et les gels sont des polymères réticulés, c’est-à-dire dont les chaînes sont espacées par une chaîne secondaire (polystyrène – divinylbenzène, acrylique…). La porosité est constituée par l'espace entre les chaînes du polymère. Elle atteint 80 % du volume du grain. Pour faciliter l'accès, on peut aussi créer des macropores au moment de la polymérisation, sortes "d'autoroutes" facilitant le transfert.

### Selon la taille des pores
On peut distinguer les pores par leurs tailles, car celles ci leurs confèrent des propriétés différentes. Les classes de tailles utilisées varient selon les domaines :

#### Physique des milieux continus
En physique des milieux continus, l'IUPAC définit les porosités suivantes :
- microporosité : relatif aux pores dont le diamètre n'excède pas les 2 nanomètres (nm) ;
- mésoporosité : relatif aux  pores dont le diamètre est compris entre 2 et 50 nanomètres ;
- macroporosité : relatif aux pores dont le diamètre est supérieur à 50 nanomètres.

#### Sciences des sols

L'eau gravitaire circule dans la macroporosité qui ne retient que l'air. L'eau capillaire qui occupe la mésoporosité et l'eau pelliculaire qui occupe la microporosité, favorisent la rétention hydrique. Les pédologues estiment qu'une porosité totale de 40 % (2 volumes de trous pour 3 volumes de composants solides) et une macroporosité de 10 % sont un minimum pour que l'oxygène ne limite pas la respiration racinaire, mais ces valeurs dépendent de la connectivité porale (degré de relation des pores).

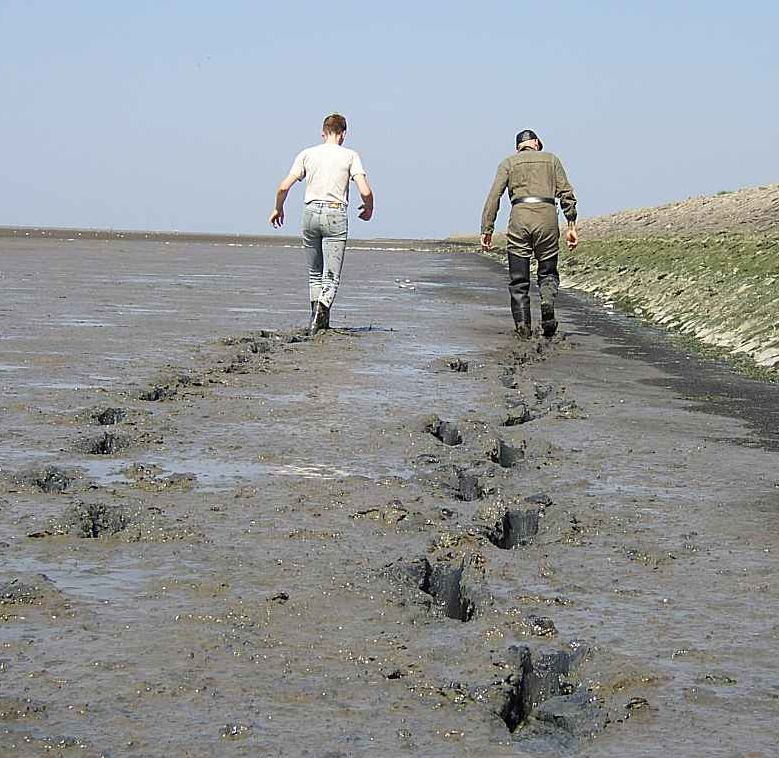
La vase atteint une porosité totale de 60 à 80 % avec une tendance à augmenter en condition de séchage. L'embourbement résulte du rôle de la micro- et mésoporosité dans le piégeage de la phase mouillante.

En science du sol (pédologie) les classes utilisées sont les suivantes:
- microporosité : relative aux pores dont le diamètre n'excède pas les 2 micromètres (µm) ;
- mésoporosité : relative aux  pores dont le diamètre est compris entre 2 et 50 micromètres ;
- macroporosité : relative aux pores dont le diamètre est supérieur à 50 micromètres.

La « porosité multimodale » est celle de solides comportant deux types de porosité (micro-mésoporeux par exemple).
Dans le cas de pores connectés, le fluide contenu dans les pores s'écoule beaucoup plus rapidement dans les pores de grande taille, formant la macroporosité (écoulement de l'eau), que dans ceux de petite taille, formant la microporosité (forces de capillarité retenant l'eau). La macroporosité favorise l'aération des sols et la fourniture d'oxygène aux organismes vivants du sol, la microporosité constitue un réservoir d'eau et d'échanges de nutriments pour ces organismes. L'eau de gravité (appelée aussi eau libre ou eau de saturation) contenue dans les espaces lacunaires (entre les agrégats) qui s'écoule par gravité vers la nappe, emprunte la macroporosité et s'écoule verticalement à des vitesses fonction du diamètre des pores. Le point de ressuyage (quantités d'eau maximum que le sol peut retenir) correspond à la fin d'écoulement de l'eau par gravité et à l'eau utilisable pour les plantes (notion de réserve utile en eau d'un sol). Il est obtenu lorsque l'eau capillaire (dite aussi eau funiculaire) qui remplit les espaces lacunaires de la mésoporosité est abondamment trempée par les précipitations, les arrosages ou les irrigations. Cela prend en général 2 à 3 jours après qu’une pluie a gorgé le sol en eau dans des sols perméables et de structure et texture uniformes. Les racines absorbent cette eau jusqu'au point de flétrissement temporaire (caractéristique des espèces végétales et de chaque variété), réversible, puis jusqu'au point de flétrissement permanent qui est atteint lorsque la force de rétention de l'eau par les particules du sol (eau pelliculaire retenue sous forme de films très minces autour des particules) égale la force de succion maximale exercée par la plante. La quantité d'eau théoriquement utilisable est la différence d'humidité entre le point de ressuyage et le point de flétrissement.

### Selon la nature des pores
Les pédologues distinguent la porosité biologique ou tubulaire (biopores générés par l'activité biologique), la porosité texturale (microporosité créée par l'assemblage des particules) et la porosité structurale (macroporosité entre les agrégats, intégrant la porosité fissurale, biologique, voire d'origine culturale),.

### Porosité et exploitation de ressource souterraines
Dans le contexte de l'exploitation de ressources souterraines on distingue :
- porosité occluse ou fermée : c'est la porosité des pores non accessibles par les agents extérieurs (inutilisables pour l'exploitation de la ressource) ;
- porosité libre : par opposition à la porosité occluse ou fermée ;
- porosité piégée : c'est une porosité libre ne permettant pas la récupération des fluides piégés ;
- porosité utile : c'est la porosité qui permet la récupération de la phase piégée (terme principalement utilisé par les pétroliers) ;
- porosité résiduelle : c'est la porosité due aux pores ne communiquant pas entre eux ou avec le milieu extérieur ;
- porosité totale : c'est la somme de la porosité utile et de la porosité résiduelle ;
- porosité efficace : c'est un terme surtout employé en hydrogéologie, qui caractérise le réseau de pores où l'eau circule et est récupérable.

### Les roches poreuses
Elles peuvent capter et stocker des fluides (gaz ou liquides). On les dit « roches réservoirs » . Le fluide stocké peut être du gaz naturel, du pétrole, du bitume ou de l'eau ; il peut être arrivé naturellement (réserves naturelles de pétrole ou de gaz) ou avoir été injecté par l'homme (stockages souterrains).

### Porosité et procédés chromatographiques
Les charbons actifs, les résines échangeuses d'ions, les gels, sont utilisés en couche appelé lit (en physique : empilement) dans une colonne dans laquelle on fera passer le fluide à traiter. On définit la porosité intergranulaire ou porosité du lit comme le rapport du volume entre les grains au volume total du lit (sans tenir compte de la porosité des grains eux-mêmes), notée φ au début de cet article. Dans ce domaine, la porosité du lit est notée ε. Elle vaut environ 0,4 pour des lits peu tassés de grains de 1 mm . Pour des grains plus fins et des lits tassés, elle descend à 0,35-0,37 (chromatographie des protéines). Notons que, théoriquement, pour des grains sphériques de même diamètre, la porosité du lit ne dépend pas du diamètre de grain. C'est la même pour un tas de pierre et un kg de farine. Elle atteint théoriquement 0,26 pour un empilement compact de type hexagonal.

## Modèles de porosité

### Modèles statistiques
Les modèles statistiques consistent à définir une fonction de points f(M), où M est un point dépendant des coordonnées d'espaces.
On attribue alors la valeur 1 à la fonction si le point M se situe dans le vide, et la valeur 0 si le point se situe dans le solide.
Ces modèles permettent de modéliser dans l'espace la porosité d'un matériau. Cependant ils donnent de mauvais résultats qualitatifs.

### Faisceau capillaire - Modèle de Purcell
Ce modèle permet de modéliser la porosité mais également la perméabilité. Il consiste à définir un certain nombre de capillaires droits qui traversent le matériau. Ce modèle est satisfaisant conceptuellement mais dans la pratique il représente mal la réalité. En effet, les capillaires sont droits et ne communiquent pas entre eux.
Rose et Bruce ont amélioré ce modèle en prenant en compte la tortuosité « Τ » des capillaires.

## Mesure de la porosité
Pour mesurer la porosité, on peut déterminer trois paramètres :
- Vt, qui est le volume total de l'échantillon ;
- Vs, qui est le volume de l'échantillon sans sa porosité ;
- Vp, qui est le volume des pores.

### Méthodes directes de mesures au laboratoire
On distingue :
- les mesures sur échantillons non-remaniés ;
- les mesures sur des échantillons remaniés.

#### Mesure de la porosité sur des échantillons non-remaniés
Il existe une seule méthode qui est dite "de sommation des fluides". Elle implique d'enrober l'échantillon (avec de la paraffine par exemple) à la sortie du carottage, pour que les fluides présents dans la porosité ne s'échappent pas.
Les volumes d'air sont mesurés à l'aide d'un porosimètre à mercure. Les volumes d'eau et d'hydrocarbures sont mesurés par distillation fractionnée à température ordinaire.

#### Mesure de la porosité sur des échantillons remaniés
En laboratoire, les échantillons doivent être dans le même état physique avant de réaliser les mesures, ce qui impose de les préparer. Il faut tout d'abord extraire les fluides de l'échantillon, avec, par exemple :
- un extracteur de Soxhlet ;
- un extracteur de Dean-Stark ;
- une extraction par centrifugation ;
- une extraction par distillation sous vide.

##### Mesure du volume total Vt
- Mensuration
- Mesure à l'aide d'une pompe volumétrique
- Mesure par poussée d'Archimède

##### Mesure de Vs
- Utilisation d'un pycnomètre
- Méthode d'immersion
- Utilisation d'une chambre de compression

##### Mesure de Vp à l'aide d'un porosimètre à mercure
Il s'agit d'injecter sous pression un volume de mercure à l'échantillon.
Le mercure remplit les vides d'un échantillon du matériau préalablement séché. Il ne reste qu'à regarder le volume de mercure injecté pour avoir le volume des pores ainsi que la distribution de la taille des pores.

### Détermination de la porosité in situ:diagraphies

#### Diagraphie neutron
Une sonde envoie des neutrons dans un puits. Ceux-ci se réfléchissent sur les hydrogènes de l'eau et reviennent à un récepteur ralentis. Le capteur compte le nombre de neutrons revenus.
Cette méthode n'est pas fiable pour les sols contenant une trop grande fraction d'argiles. De plus elle a l'inconvénient de faire l'hypothèse que le sol est saturé en eau.

#### Mesure de la résistivité du terrain
À l'exception des argiles, les matériaux usuels du sol sont isolants, mais l'électricité circule dans la phase mouillée du sol.
De ce fait, en faisant l'hypothèse de sols saturés en eau, la résistivité du sol sera fonction de la porosité.